# Seviljski brivec (opera)
Seviljski brivec (italijansko Il Barbiere di Seviglia; prvoten naslov je bil Almaviva ali L'Inutile Precauzione) je komična opera v dveh dejanjih (štirih slikah) Gioacchina Rossinija. Libreto je po Beaumarchaisevi komediji napisal Cesare Sterbini. Krstna izvedba, ki jo je dirigiral sam avtor, je bila 20. februarja 1816 v rimskem gledališču Argentina. V vlogi Almavive je nastopil sloviti španski tenorist Manuel Garcia. Opera je doživela neuspeh, predvsem zaradi načrtovanega razgrajanja privržencev skladatelja Giovannija Paisiella, ki je že pred tem (leta 1782) uglasbil enako besedilo. Sam Rossini pa naj bi Brivca skomponiral v vsega trinajstih dneh.
Krstna uprizoritev je bila polomija: opero so gledalci izžvižgali. Že po nekaj ponovitvah pa so gledalci opero vzljubili in postala je vedno bolj priljubljena. Rossini je tako po uspešnih predstavah v Rimu o svoji novi operi in uspehu pisal pevki Isabelli Colbran:
Moj Brivec žanje tu vsak dan večji uspeh. Podoknica Almavive odmeva ponoči po vseh ulicah, Figarova velika arija je postala paradni konj vseh baritonistov, kavatina Rozine "Una voce poco fa" pa večerna pesem, s katero gre tukaj vsaka lepotica v posteljo, da bi se zjutraj zbudila z besedami "Lindoro mio sara"...
Opera z odmorom traja približno dve uri in pol. Dogaja se sredi 18. stoletja v španski Sevilli. Najbolj prepoznaven odlomek iz opere in celotne operne literature nasploh je kavatina Figara iz prvega dejanja.

## Osebe
- Almaviva, grof (izmišljeni vzdevek Lindoro) - tenor
- Figaro, brivec - bariton
- Rozina, don Bartolova varovanka - mezzosopran
- don Bartolo, zdravnik - bas
- don Basilio, učitelj petja - bas
- Berta, gospodinja pri don Bartolu - mezzosopran
- Poveljnik straže - bariton
- notar
- pevci, stražniki

## Vsebina

### Prvo dejanje
Zaljubljeni grof Almaviva pride v Sevillo, trdno odločen, da se bo poročil z lepo Rozino. Nanjo budno pazi njen skrbnik Don Bartolo, ki si domišlja, da je on bodoči ženin. Grof po naključju sreča prebrisanega brivca Figara. Ta mestni vsevednež grofa, potem ko je seveda prejel bogato plačilo, preobleče v uniformo in ga Don Bartolu predstavi kot pijanega vojaka, ki išče stanovanje. Almaviva se naseli, a ga kmalu odkrijejo, kasneje ga želijo zapreti, a tega ne storijo, ker je visokega stanu.

### Drugo dejanje
Grof se ponovno poskuša vrniti v Rozinino hišo, tokrat preoblečen v učenca don Basilia. Izmisli si zgodbo, da je učitelj glasbe Don Basilio nevarno zbolel in ga bo nadomestil pri glasbenem pouku. Povsem zdrav don Basilio prav tako pride k Bartolu, zato mora Figaro poskrbeti za ugoden razplet nastale situacije. Don Basilio uspe prišepniti Don Bartolu, naj zoper grofa Almavivo uporabi premeteno orožje - laž! Skupaj celo uspeta prepričati Rozino, da se Almaviva z njo le igra ter jo prepričata, da privoli v možitev s svojim skrbnikom.
Ko se ponoči Almaviva s Figarovo pomočjo vrne v Rozinino hišo, da bi skupaj pobegnila, ga doleti grenko presenečenje - njegova ljuba se mu zoperstavi. Toda Figarove iznajdljivost se še enkrat izkaže in vsi nesporazumi so srečno rešeni v veliko zadovoljstvo obeh zaljubljencev.

## Uprizoritve v ljubljanski Operi
Prva uprizoritev Seviljskega brivca na Slovenskem je bila 21. decembra 1820 v ljubljanski Operi v izvedbi italijanskih gledališčnikov. Najbolj prepoznaven prevod in prepesnitev italijanskega besedila v slovenščino je delo Nika Štritofa. Vse uprizoritve po drugi svetovni vojni razen tiste iz leta 2009 so bile izvedene v njegovem prevodu.
| letnica upizoritve | dirigent/režiser          | število predstav |
| ------------------ | ------------------------- | ---------------- |
| 1905               | H. Benišek/A. Ranek       | 3                |
| 1913               | C. M. Hrazdira/R. Fejfar  | 3                |
| 1922               | A. Neffat/V. Sevastjov    | 33               |
| 1932               | M. Polič/M. Polič         | 32               |
| 1936               | A. Neffat/D. Zupan        | 17               |
| 1941               | D. Švara/C. Debevec       | 22               |
| 1946               | D. Žebre/P. Golovin       | 41               |
| 1953               | D. Švara/C. Debevec       | 110              |
| 1970               | M. Šurbek/C. Debevec      | 28               |
| 1973               | M. Šurbek/B. Popović      | 114              |
| 1990               | I. Švara/V. Taufer        | ?                |
| 2009               | L. Voltolini/P. Kartaloff | 2                |
| 2014               | L. Voltolini/K. Dolenčić  | 7                |